# 朱震
朱震（1072—1138年），字子發，湖北荆门军（今湖北荆门）人。北宋官員。
早年在东山书院讀書，宋徽宗政和年间進士，状元及第。紹興四年（1134年），中書舍人侍講胡安國和參知政事趙鼎推薦於朝廷，召為礼部員外郎兼川陝荊襄都督府詳議官。紹興六年（1136年），官給事中，又轉為左朝奉大夫。是年秋，獻《漢上易傳》。左司諫陳公輔上疏反對程頤，“時朱震在經筵，不能諍，論者非之。”。紹興七年（1137年），屢遞辭呈，皆不許。绍興八年在臨安去世。

## 延伸阅读
[在维基数据编辑]
 《宋史/卷435》，出自脱脱《宋史》